# Inferusia discors
Inferusia discors is een mosdiertjessoort uit de familie van de Cribrilinidae. De wetenschappelijke naam van de soort is, als Figularia discors, voor het eerst geldig gepubliceerd in 1984 door Hayward & Taylor.